# Thamserku
Thamserku (Nepali: थम्सेर्कु) is een 6623 m hoge berg in de Nepalese Himalaya, ten zuiden van het Khumbugebied. De berg is door een scherpe graat in respectievelijk het oosten en zuiden verbonden met de hogere toppen van Kantega (6783 m) en Kyashar (6770 m). Het massief waartoe deze toppen behoren, wordt Hinku Himal genoemd. Ongeveer 5 km naar het het noordoosten ligt nog Ama Dablam (6856 m).
Thamserku is een scherpe horn met kleine hangende gletsjers op de flanken. De berg vormt een markant ijkpunt in het bergpanorama vanuit het toeristische resort Namche Bazaar. Het massief waartoe Thamserku behoort, sluit de Khumbu af van lagere gebieden in het zuiden.
Thamserku werd voor het eerst beklommen in 1964 door een groep Nieuw-Zeelandse klimmers.